# Misumenoides illotus
Misumenoides illotus är en spindelart som beskrevs av Soares 1944. Misumenoides illotus ingår i släktet Misumenoides och familjen krabbspindlar. Inga underarter finns listade i Catalogue of Life.